# Kim Dong-chan
Kim Dong-chan (kor. 김동찬; * 19. April 1986 in Gwacheon) ist ein ehemaliger südkoreanischer Fußballspieler.

## Karriere
Kim Dong-chan erlernte das Fußballspielen in der Universitätsmannschaft der Honam University in Gwangsan. Seinen ersten Vertrag unterschrieb er 2006 beim Erstligisten Gyeongnam FC in Changwon. Für den Verein stand er 69 Mal auf dem Spielfeld und erzielte dabei 19 Tore. 2010 wechselte er zum Ligakonkurrenten Jeonbuk Hyundai Motors nach Jeonju. Von 2013 bis 2014 wurde er an Sangju Sangmu FC ausgeliehen. Sangju Sangmu FC ist eine sportliche Abteilung des südkoreanischen Militärs. Daher besteht der Kader des Clubs aus jungen professionellen Fußballspielern, welche gerade ihren Militärdienst ableisten. Aufgrund des militärischen Status des Franchises ist es ihm nicht erlaubt, ausländische Spieler zu verpflichten. Nach Vertragsende in Jeonju wechselte er 2016 zum Zweitligisten Daejeon Citizen nach Daejeon. Für Daejon absolvierte er 39 Spiele und schoss dabei 20 Tore. 2017 wechselte er nach Thailand. Hier unterschrieb er einen Vertrag in Bangkok bei BEC Tero Sasana FC. Der Verein spielte in der Thai League, der höchsten Liga des Landes. Zur Rückserie wechselte er Mitte 2017 wieder nach Südkorea und schloss sich dem Zweitligisten Seongnam FC. 2018 nahm ihn Ligakonkurrent Suwon FC unter Vertrag. Für den Klub aus Suwon stand er 18-mal in der zweiten Liga auf dem Spielfeld. 2020 unterschrieb er einen Einjahresvertrag beim Drittligisten Gimpo FC in Gimpo. Nach 18 Drittligaspielen für Gimpo beendete er Anfang Januar 2021 seine Karriere als Fußballspieler.

## Erfolge
Gyeongnam FC
- Korean FA Cup: 2008 (Finalist)

## Auszeichnungen
Korean FA Cup
Torschützenkönig: 2008
K League Challenge
Torschützenkönig: 2016